# Henry Whitter
Henry Whitter (né le 6 avril 1892 près de Fries, Virginie - décédé le 17 novembre 1941  à Morganton, en Caroline du Nord) était un des premiers musiciens country, l'une des influences de Dick Justice.

## Biographie

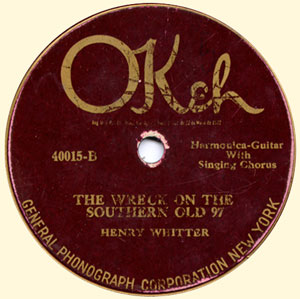
Wreck On the Southern Old 97, enregistré en 1923.

Whitter appris à jouer de la guitare dès son plus jeune âge, et continua avec le violon, le banjo, l'harmonica et le piano. Son amour de la musique lui fait rêver d'une carrière d'artiste et il passe beaucoup de temps à écouter des enregistrements de Oncle Josh.
Il trouve du travail dans une filature de coton appelée Fries Washington Mill, mais en mars 1923, il décide de quitter son emploi afin de poursuivre une carrière musicale. Il se rend à New York où il a organisé avec la "General Phonograph Corporation (Okeh)" un test d'enregistrement. Le responsable des enregistrements de la compagnie phonographique n'a pas été impressionné par les deux chansons que Whitter avait enregistré ce jour-là et son enregistrement de test est abandonné. Lorsque Fiddlin' John Carson fait son enregistrement de "The Old Hen Cackled and the Rooster's Going to Crow" qui sort en juillet 1923, les tests de Whitter sont finalement  envoyés à Polk C. Brockman de Okeh Records.
Whitter reçoit un contrat d'enregistrement sur le label Okeh et se rend à nouveau à New York. En décembre 1923, Whitter enregistre neuf chansons. Parmi elles se trouvait "Wreck On the Southern Old 97" et Lonesome Road". L'enregistrement est publié en janvier 1924 et devient un succès.
Le chanteur d'opérette et musicien country Vernon Dalhart entend Wreck On the Southern Old 97 et décidé de l'enregistrer. En 1924, cet enregistrement particulier couplé avec The Prisoner's Song, est devenu le premier enregistrement de musique country à être vendu à plus d'un million d'exemplaires. En 1927, dans une convention de fiddlers à Mountain City, Tennessee, Whitter rencontre le violoniste aveugle G. B. Grayson (1887-1930) et ensemble ils forment le duo à succès Grayson & Whitter. Tous les deux ils enregistrerons de nombreuses chansons qui devinrent plus tard des standards bluegrass dont Banks of the Ohio, Nine Pound Hammer, et Little Maggie.